# Felsőzúgó

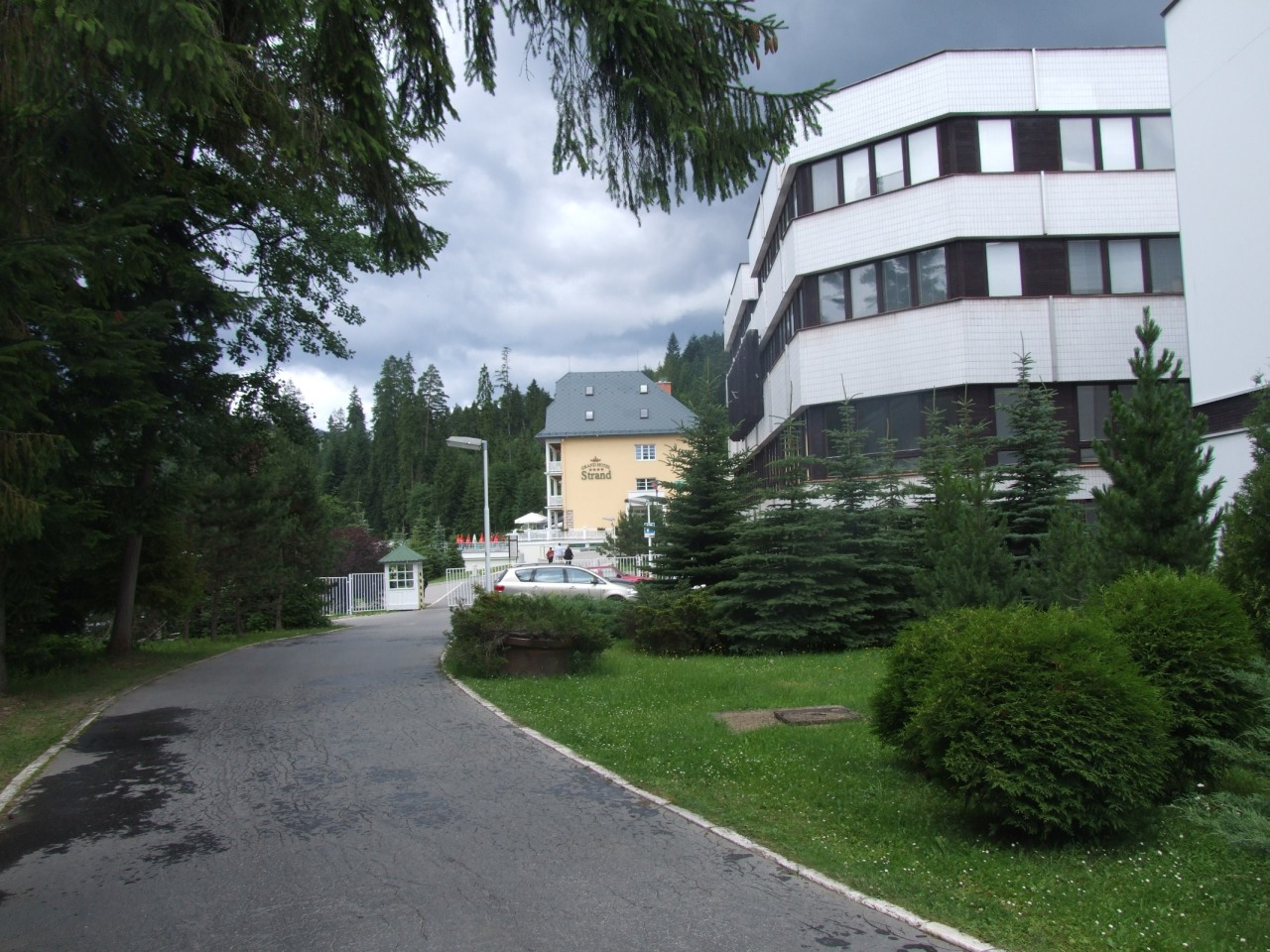
Ruzsbachfürdő

Felsőzúgó (1899-ig Felső-Rusbach, szlovákul Vyšné Ružbachy, németül Oberrauschenbach) község Szlovákiában, az Eperjesi kerület Ólublói járásában.

## Fekvése
Ólublótól 9 km-re nyugatra, a Poprád folyó bal oldali mellékágának völgyében, a Szepesi-Magura lábánál fekszik

## Története
A falu a 14. században keletkezett Alsózúgó területén a soltészjog alapján. 1329-ben a szepesi káptalan oklevele említi először „Nova Rusunbach” néven. Később a lublói vár uradalmának része lett. 1412-től 1772-ig az elzálogosított szepesi városokkal együtt Lengyelországhoz tartozott. A falu aranykorszaka 1459-ben kezdődött, amikor Kázmér lengyel király Sebastian Lubomírskyt nevezte ki a zálogba adott területek elöljárójává. 1595-ben épült ki a falu első fürdője medencékkel, épületekkel, étteremmel. Az építést Sebastian Lubomírsky fia, Stanislav is folytatta; a család 1744-ben halt ki. 1772-ben a falu visszakerült Magyarországhoz.
A 18. század végén Vályi András így ír róla: „RUSZBACH. Alsó, és Felső Ruszbach. Szepes Várm.; Alsónak Ispotállya is van, Podolinhoz tartozik; határjok sovány, legelőjök, fájok van; Poprád vize el szokta önteni.”
1825-ben von Jony bárónő lett a birtokos, aki nagy építkezésekbe kezdett, új kastélyt és fürdőépületet építtetett. 1828-ban 142 ház volt a faluban.
Fényes Elek 1851-ben kiadott geográfiai szótárában így ír a faluról: „Felső-Ruszbach, Ober-Rauschenbach, tót falu, Szepes vgyében, nyugoti része rónán, a többi kisebb rész dombon fekszik, ut. p. Késmárkhoz északra 2 1/4 órányira. Középszerü földe terem árpát, zabot, burgonyát, lent, káposztát és répát. Egész urbéri telek 30, s ugyanannyi zsellér. A földesuraságnak van itt 300 posoni mérős földe, mellytől a lelkésznek tartozik dézmát fizetni. Lakja 925 rom. kath., tornyos templommal, melly az alsó-ruszbachi anyaegyházhoz tartozik. Van papirgyár, 2 malom, 1 fördő, melly még 20 év előtt a lengyelektől erősen látogattatott. A helységet egy patak futja keresztül, s lakosai ennek is marhával kereskednek. F. u. Jóny Tivadar, kinek itt szép laka és pálinkaháza van.”
1882-ben a Zamojsky család birtoka lett, akik a fürdőt színvonalas üdülőhellyé építették ki. A trianoni diktátumig Szepes vármegye Ólublói járásához tartozott.
A Zamojsky család a II. világháborúig volt a község birtokosa.

## Népessége
| Év:            | 1994. | 2004.    | 2014.   | 2024.   |
| -------------- | ----- | -------- | ------- | ------- |
| Emberek száma: | 1164  | 1296     | 1403    | 1443    |
| Eltérés:       |       | +11,34 % | +8,25 % | +2,85 % |

| Év:            | 2023. | 2024.   |
| -------------- | ----- | ------- |
| Emberek száma: | 1420  | 1443    |
| Eltérés:       |       | +1,61 % |

1910-ben 735, túlnyomórészt szlovák lakosa volt.
2001-ben 1260 lakosából 1240 szlovák volt.
2011-ben 1392 lakosából 1238 szlovák és 86 cigány.

## Nevezetességei
- A falu mellett, 623 m tengerszint feletti magasságban fekszik Ruzsbachfürdő, népszerű klimatikus gyógyhely 20-25 °C-os, alkalikus meszes-vasas-szénsavas gyógyforrásokkal. Már a 16. század elején is ismert volt, írott források elsőként 1549-ben említik. 1882 és 1930 között a lengyel Zamojski grófok építették ki divatos tátraaljai fürdőhellyé. Érdekessége a mésztufában pöfékelő langyos, 20 m átmérőjű Kráter-víz. A fürdő vendégeit 3 gyógyintézet és két nagy szálló várja.
- Gyertyaszentelő Boldogasszonynak szentelt, római katolikus temploma barokk stílusban épült a 18. század második felében.
- Ezen kívül határában még nyolc kápolna található.
- A polgármesteri hivatal épülete 1682-ben épült.